# روبرت فيليبس (أستاذ جامعي)
روبرت فيليبس (بالإنجليزية: Robert Phillips)‏ هو شاعر أمريكي، ولد في 1938.